# Quantième perpétuel

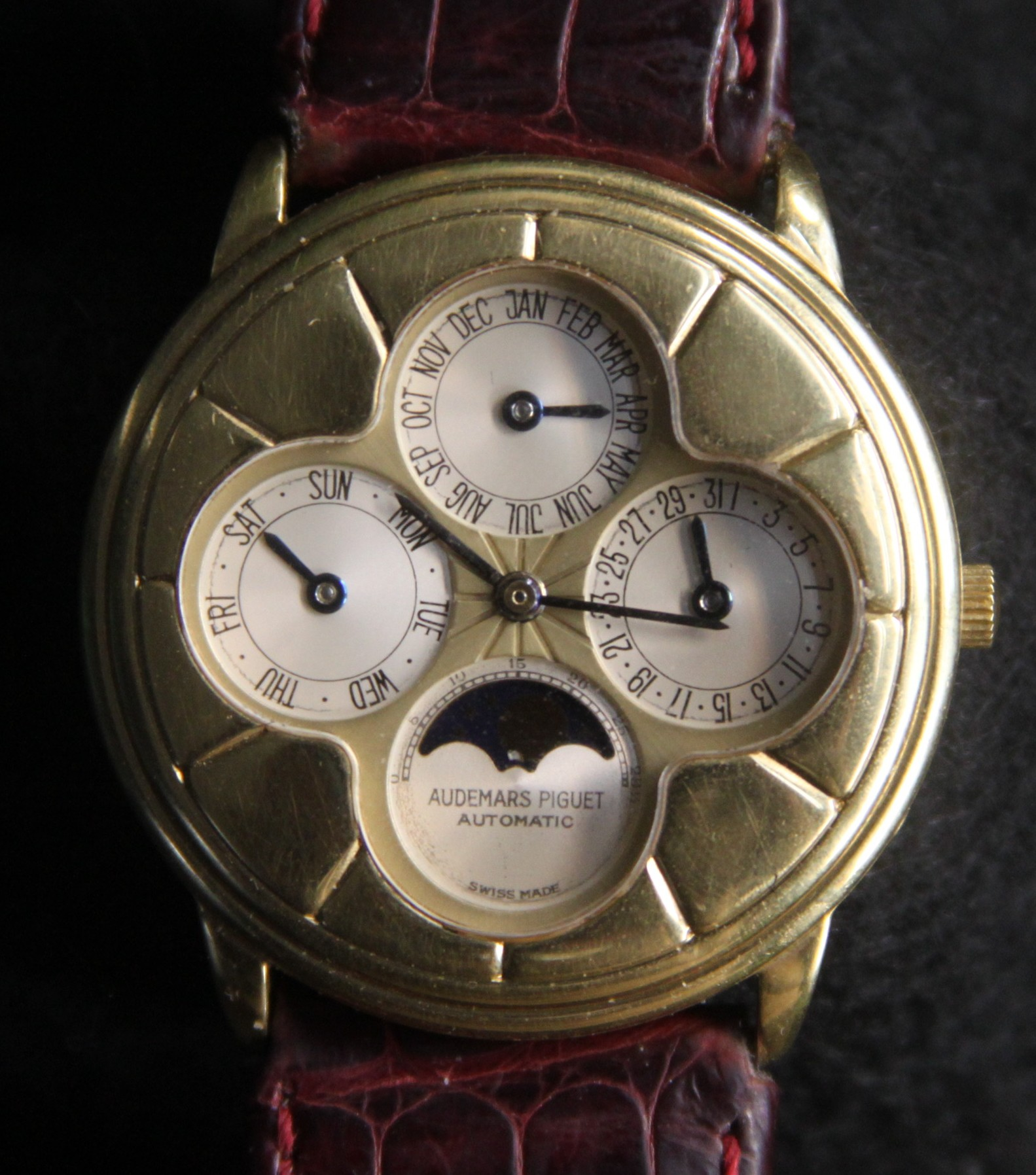
Quantième perpétuel phases de lune
Audemars Piguet.

Le quantième perpétuel est une complication horlogère consistant à afficher sur une montre mécanique le jour du mois (le quantième), le mois et la position de l'année dans le cycle des années bissextiles de manière automatique : le passage du dernier jour du mois au 1er du mois suivant ne nécessite aucune correction de date par l'utilisateur, y compris le 29 février d'une année bissextile.

## Description
Les montres à quantième perpétuel ont été considérées longtemps comme des chefs-d'œuvre d'horlogerie, rares donc chères. On trouve maintenant des montres à quantième perpétuel d'une production plus courante et à un prix abordable.
L'affichage est rendu possible par une aiguille ou un disque qui fait un tour en quatre ans (came de 48), et permet donc d'identifier les années bissextiles tous les 4 ans. Mais il y a aussi une autre variante avec un disque qui fait un tour en 1 an. (came de 12)

## La Grande Complication
Il y a quelques rares montres avec un quantième perpétuel prenant en compte le fait que les années séculaires ne sont pas bissextiles, et quelque rarissimes modèles tenant en compte que seules les années séculaires multiples de 400 sont bissextiles.
Depuis 1990, la firme horlogère suisse International Watch Co. (IWC) produit la « Grande Complication », une montre à quantième perpétuel qui tient compte des années séculaires non bissextiles. L'ajustement du calendrier ne devra avoir lieu qu'en février 2400, après quoi il sera correct jusqu'en 2800. La montre est dotée de nombreuses autres complications : phase lunaire, répétition minute, etc. La montre compte 659 pièces. Pour obtenir la précision souhaitée, il a fallu réaliser un rapport de démultiplication de 1:6 315 840 000 : en un siècle, le balancier effectue 25 228 800 000 alternances (28 800 alternances par heure) pour déplacer le curseur séculaire de 1,2 mm.